# فاسيلي بترا
فاسيلي بترا (بالرومانية: Vasile Petra)‏ هو لاعب كرة قدم روماني في مركز الوسط، ولد في 12 يناير 1994 في أورشوفا في رومانيا. لعب مع نادي تارغو موريش.

## وصلات خارجية
- فاسيلي بترا على موقع Soccerway.com (الإنجليزية)